# Cordylomera atkinsoni
Cordylomera atkinsoni är en skalbaggsart som beskrevs av Duffy 1952. Cordylomera atkinsoni ingår i släktet Cordylomera och familjen långhorningar. Inga underarter finns listade i Catalogue of Life.